# Debreceni Lelkészi Tár

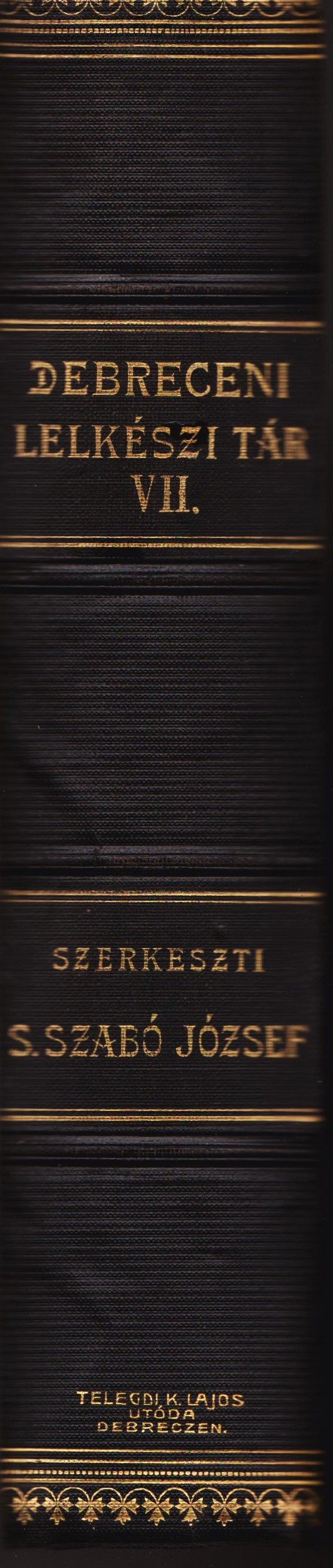
A díszes gerinc

A Debrec(z)eni Lelkészi Tár, más néven Gyakorlati evangélium szerint reformált papi lexikon egy nagy terjedelmű, 20. század eleji magyar prédikációkat tartalmazó könyvsorozat. Szerkesztője S. Szabó József református lelkész, majd  a 13. kötettől Lencz Géza és Varga Zsigmond volt. Az utolsó, 18. kötetet Lencz Géza, Kiss Ferenc, és Révész Imre szerkesztette. A sorozat kereken 20 évi fennállás után, 1922-ben szűnt meg.

## Jellemzői
A díszes borítóval ellátott vaskos kötetekből álló sorozat máig az egyik legnagyobb  református egyházi-beszédgyűjtemény magyar nyelven. Az általánosságban 500–600 oldalas kötetek körülbelül 100–100 beszédet tartalmaztak, azaz a teljes sorozat beszédeinek a száma felülmúlja az 1000-t. A szerkesztő által írt előszavak szerint kérésre küldtek református lelkész Magyarország különböző tájairól beszédeket, és ezeknek csak egy részét vette fel S. Szabó József a kötetekbe. Habár azelőtt sem volt ritka, hogy egy-egy nevezetesebb hitszónok kiadta a beszédeit külön kötetben, azonban ezt nem mindenki tudta/akarta megtenni, következésképpen sok korabeli református lelkésznek csak ebben a gyűjteményben maradtak fenn a beszédei. Előfordult, hogy egy-egy lelkésztől egy kötetben több beszéd is megjelent, illetve az is, hogy több kötetben jelentek meg egy-egy lelkész beszédei.
A kötetek alcsoportokra osztották a beszédeket, így külön fejezetet kaptak a:
- Bibliamagyarázatok
- Egyházi és szertartási beszédek, ezen belül:
  - Beszédek ifjúsági istentiszteletekre
  - Közönséges egyházi beszédek
  - Ünnepi egyházi beszédek
  - Keresztelési beszédek
  - Konfirmációi beszédek
  - Úrvacsoraosztási beszédek
  - Esketési beszédek
  - Alkalmi beszédek
  - Gyászbeszédek
- A lelki gondozás (cura pastoralis) körébe tartozó dolgozatok
- Imádságok, ezen belül:
  - Alkalmiak
  - Halottiak
  - Különfélék

Érdekesség, hogy a kötetek kisebb füzetekre bontott formában is megjelentek.
A kötetek konkrét céljuk mellett fényt vetnek a 20. század eleji magyar református egyházi (és gyakran világi) életre, igényes nyelvezetük pedig gyakran szépirodalmi értékké is teszi őket. Bár fakszimile kiadásuk máig nincs, és az antikváriumi kínálatokban is viszonylag ritkán fordulnak elő, több kötet elektronikus formában ingyenesen elérhető az Archive.Org honlapon (ld. az egyes évfolyamnál).

## Tartalma
A sorozat a következő köteteket és beszédeket tartalmazta:

## I. évfolyam
| I. évfolyam. (1902) |

- Előszó
- Andrásy Kálmán: Biblia magyarázatok	3
- Egyházi és szertartási beszédek
- Beszédek ifjúsági istentiszteletekre
- Sáfrány Lajos: Az okos és szelid nő	21
- Barléa Jenő: A tékozló fiú	29
- Közönséges egyházi beszédek
- Segesváry József: Kicsoda Ő?	38
- Balogh Ferencz: Korunk hite, erkölcsisége és lelkesedése	45
- Dr. Márk Ferencz: Tahitha kelj fel	51
- Lencz Géza: Bálványozás	59
- Dr. Baltazár Dezső: A megkísértés	66
- Ünnepi egyházi beszédek
- Jánosi Zoltán: A nagy megújhodás	75
- Soltész Elemér: Krisztust látni boldogság	83
- Erőss Lajos: A múlt a jövő tükre	90
- Könyves Tóth Kálmán: A hetedik angyal trombitája	102
- Kiss Ferencz: Jézus könyjei	111
- Madarász Imre: Hosánna	118
- Balogh Ferencz: A szenvedés a tökéletesedés eszköze	125
- Jánosi Zoltán: Krisztus győzedelme	132
- Vásárhelyi Zsigmond: Jézus elégtétele, az igazság diadala	143
- Gulyás Benő: A pünkösdi világosság	150
- Szuhay Benedek: A reformáció, az evangyéliomi világosság győzedelme	158
- S. Szabó József: Kősziklák	168
- Rácz István: Régi út, új ösvény	178
- Alkalmi beszédek
- Kiss Áron: Lelkész-avatás	184
- Illyés Endre: Milyen a hiv lelkipásztor?	193
- Gergely Antal: Az evangyéliom hatalma	200
- Jánosi Zoltán: A vezér	207
- Szikszay András: Isten szeretete az emberekhez	227
- Kis József: Isten nevének dicsérete	236
- Szele György: Az igazság vetése	249
- Szalóczy Pál: A föld savai	261
- Kis József: A jó fiú: öröm, a rossz: keserűség	271
- Rácz István: Igazság, szabadság	280
- Kiss Áron: Bűnbánatra és megtérésre serkentés	289
- Szalóczy Pál: A gyülekezeti közjóra irányult munka sikerének biztosítéka	296
- Könyves Tóth Kálmán: Lépésről lépésre	302
- Segesváry József: Ki mint vet, úgy arat	308
- Kiss Ferencz: A konkoly és a tiszta búza	316
- Tóth Kálmán: Mit igyunk? 	324
- Nagy Károly: Az iskola szellemi bölcső	332
- Czinke István: Árvák karácsonya 	343
- Illyés Endre: Mire irányult az én szeretetem ti közöttetek?	347
- Keresztelési beszédek és imák
- Csánki Benjámin:	355
- Rácz István:	356
- Vásárhelyi Zsigmond: Az ev. ref. egyházba áttért művelt zsidó család megkeresztelésekor	359
- Segesváry József: Felnőtt zsidó leány megkeresztelésekor	365
- Konfirmációi beszédek és imák
- Czinke István:	370
- Sulyok István:	376
- Lévay Lajos: Áttérőhöz intézett hiterősítő beszéd	380
- Úrvacsorai beszédek és imák
- Dr. Erdős József: Templomavatáskor	384
- Czinke István: Új kenyéri alkalomra	391
- Szikszay András: Templomújítási ünnepen	395
- Sulyok István: Új templomban, az újbori úrvacsoraosztásra és az úrasztalához először járuló növendékekre tekintettel	401
- Esketési beszédek és imák
- Lévay Lajos:	405
- Csánki Benjámin:	409
- Mitrovics Gyula: Mester Anna unokatestvérem esketésekor	413
- Rácz István: Háznál	415
- Nagy Károly: Rokon lelkész esketésekor	418
- Sulyok István: Z. Gy. lelkész és K. T. k. a. egybekelése alkalmával	426
- Dr. Baltazár Dezső: Osztrák honosságú róm. kath. menyasszony esketésekor	429
- Szele György: Templomavatáskor	433
- Babay Kálmán: Ág. ev. magyar ifjú s róm. kath. lengyel hajadon esketésekor	437
- Babay Kálmán: Más községben lakó felek esketésekor	441
- Rácz István: 25 éves házassági évforduló alkalmával	446
- Csánki Benjámin: Aranylakodalom alkalmával	449
- Gyászbeszédek és imák
- Baksay Sándor: Szilágyi Dezső koporsójánál	451
- Dr. Erdős József: Tüdős József temetésén	456
- Kis József: Gyimóthy János egyházközségi algondnok felett	460
- Dr. Nagy Zsigmond: Varga Ferencz műépítész s bankigazgató felett	471
- Czinke István: Kisgyermekeket hagyott özvegyasszony felett	479
- Soltész Elemér: Füley Gusztáv felett	481
- Soltész Elemér: Nagyszegi Gábor József sírja felett	484
- Gulyás Lajos: Férj és feleség közös sírbatételekor	487
- Könyves Tóth Kálmán: Mit beszél a néma sírkő	493
- Rácz István: Tabajdi Lajos, volt szatmári ev. ref. lelkész sírkövének felállításakor 	498
- Kis József: Síri beszéd	502
- S. Szabó József: Síri beszéd	506
- A lelki gondozás (Cura pastoralis) körébe tartozó dolgozatok
- Rácz István: Lelkészi szolgálatom, a halálra ítélt szatmári testvérgyilkos Pap Béla mellett	511
- Csiki Lajos: Egy szabadon bocsátott fegyenc lelki gondozása	527
- Andrásy Kálmán: Beteg ágya mellett úrvacsora osztáskor	536
- Imádságok
- Alkalmiak
- Kiss Áron: Presbíter választáskor	541
- Kiss Áron: Templom s toronyszenteléskor	544
- Mitrovics Gyula: Templom szenteléskor	547
- Mitrovics Gyula: Reformáció emlékünnepén	552
- Biki Károly: Reformáció emléknapján	557
- Czinke István: Reformáció ünnepén	560
- Dombi Lajos: A dobosi ref. templom 100 éves emlékünnepén	562
- Dombi Lajos: Március 15-én	566
- Török Imre: Március 15-én	569
- Rácz István: Március 15-én	573
- Biki Károly: Október 6-án	577
- Dombi Lajos: Október 6-án	581
- Halottiak
- Mitrovics Gyula: Orbán József nyugalmazott sárospataki akadémiai tanár felett	589
- Mitrovics Gyula: Az apagyilkos Móricz József koporsójánál	594
- Mitrovics Gyula: Boránd Györgyné felett	597
- Hetesy Viktor: Kiválóan jeles ember felett	600
- Orosz István: Cserna Vincze, kir. főügyész koporsójánál	603
- Dombi Lajos: K. H. lelkész felett	608
- Dombi Lajos: Színész felett	612
- Soltész Elemér: Hegymegi Szondy Antal, egyházi főgondnok és volt egyházmegyei tanácsbíró felett	614
- Babay Kálmán: Leányka felett, pünköst hetében, ki utolsó volt	617
- Babay Kálmán: Első szülött felett őszszel	620
- Rácz István: Kis gyermek felett	622
- Babay Kálmán: Kis gyermek felett, májusban	624
- Különfélék
- Mitrovics Gyula: Az élet mélyéről

## II. évfolyam
| II. évfolyam. (1904) |

- Előszó
- Bibliamagyarázatok
- Jerémiás és kora (Barakonyi Kristóf)	3
- Jerémiás elhivatása (Barakonyi Kristóf)	7
- Az Úr megjelenti az ő ítéletét (Barakonyi Kristóf)	11
- Két gonoszságot cselekedett az én népem! (Barakonyi Kristóf)	15
- A magad gonoszsága tanítson meg téged! (Barakonyi Kristóf)	19
- Az igaz boldogságról (Gulya György)	23
- Egyházi és szertartási beszédek
- Beszédek ifjúsági istentiszteletekre
- A bátorságról (Adorján Ferenc)	35
- Miért kívánja Isten szívünket? (Csizmadia Lajos)	41
- Még nagy idő vagyon! (Sáfrány Lajos)	48
- A hit ereje (Rácz Kálmán)	55
- A szabadság Isten lelkének munkája (Bányai Sándor)	62
- Közönséges egyházi beszédek
- A bálványimádásért bosszút áll az Isten (Novák Lajos)	70
- Én is ember vagyok (Lévay Lajos)	81
- Jézus gyermekkoráról (Dr. Balthazár Dezső)	92
- A damaskusi út (Dr. Balthazár Dezső)	98
- Az írásmagyarázó (Dr. Balthazár Dezső)	103
- Absolon (Illyés Endre)	108
- Szenvedés, öröm (Lencz Géza)	116
- Az Isten ígéje (Réz László)	124
- Szeressük egyházunkat! (Vértessy Mór)	133
- A korhelység átka (Illyés János)	140
- Az engedékenység, a jóakarat (Vásárhelyi Boldizsár)	146
- A lelket meg nem ölhetik! (Balogh Ferenc)	156
- Egy akol és egy pásztor (Segesváry József)	164
- A keresztyén szülék gyermekei (Paulinyi Károly)	171
- Nem vagyunk gyilkosok? (Nánássy Lajos)	181
- A mennyország és annak elnyerése (Sedivy László)	190
- Ünnepi beszédek
- Az idő teljessége (Illyés Endre)	198
- Az a karácsonyi nagy öröm! (Gulyás Benő)	206
- "Te szegénységed gazdaságunk" (Jánosi Zoltán)	212
- Isten szentséges útai (Dr. Márk Ferenc)	227
- A virágvasárnapi megkísértetés (Szalóczy Pál)	234
- Jézus temetése (Garzó Gyula)	241
- A világ újjászületése Jézus Krisztus halálából való feltámadása által. (Futó Zoltán)	251
- Az Úr velünk van! (Lic. Lencz Géza)	261
- Az emberi szív Isten háza (Gulyás Lajos)	269
- Alkalmi beszédek
- A vallás igazi vallása (Jánosi Zoltán)	278
- Feltámadunk (Kiss Áron)	292
- Jézus nyilatkozata: "Én az Atyához megyek" (Sass Béla)	299
- Isten nem hagyá magát bizonyság nélkül (Madarász Imre)	308
- Isten kegyelme és jóvolta (Nagy Károly	314
- Október hatodikán (Soltész Elemér)	323
- Múló világ, örök íge (Kiss Ferenc)	330
- Meg ne csalatkozzunk! (Szücs József)	338
- Áron vett alkalmatosság (Őry Tamás)	346
- Emlékezet és hálaadás (Szele György)	353
- A jövőbe nézzünk! (Arany Gusztáv)	360
- Toronyavatási egyházi beszéd (Csécsi Imre)	367
- Orgonafelavatási beszéd (Szuhay Benedek)	375
- A templom alapja, mint élő kő: az evangyéliomi hitből táplálkozó egyházszeretet (Olajos Pál)	385
- A gyülekezet kívánsága (Szele György)	391
- Gombfeltételi beszéd és ima (Hallgató János)	398
- Beszéd lelkészbeiktatáskor (Révész Kálmán)	404
- Honszerelmünk tisztítótüzei (Novák Lajos)	407
- Keresztelési beszédek és imák
- Az emberfölötti (Nagy Béla)	416
- Keresztelési beszéd és ima (Dr. Márk Ferenc)	419
- Keresztelési beszéd (Kövendi Dénes)	422
- Átvételi beszéd (I. Irsay Lajos)	424
- Esketési beszédek és imák
- Esketési beszéd (Garzó Gyula)	427
- Esketési beszéd (Győry Lajos)	433
- Ifjú lelkész esketése r. kath. vallásból áttért jegyesével (Révész Kálmán)	437
- Esketési beszéd (Kovács Lajos)	440
- Esketési beszéd (Gulyás Benő)	445
- Esketési beszéd (Szakács Imre)	449
- Esketési beszéd (Garzó Gyula)	452
- A lelki gondozás (cura pastoralis) körébe tartozó dolgozatok
- Beteg gyülekezeti tag lelki gondozása (Csiky Lajos)	459
- Kórházi betegek lelki gondozása (Csák Máté)	468
- Imádságok
- Vasárnapiak
- Egyházunkért (Könyves Tóth Kálmán)	485
- Munka idején (Könyves Tóth Kálmán)	486
- Vásár idején (Könyves Tóth Kálmán)	488
- Reggeli egyházi beszéd előtt (Könyves Tóth Kálmán)	489
- Reggeli egyházi beszéd előtt (Szabó József)	490
- Reggeli egyházi beszéd előtt (Szabó József)	491
- Reggeli egyházi beszéd előtt (Sulyok István)	492
- Advent első vasárnapján (Babay Kálmán)	493
- Advent második vasárnapján (Babay Kálmán)	494
- Advent harmadik vasárnapján (Babay Kálmán)	496
- Délután, mikor beszéd nem tartatik (Szabó József)	497
- Délután, mikor beszéd nem tartatik (Szabó József)	498
- Ünnepiek
- Újévkor (Hetesy Viktor)	503
- Virágvasárnapján (Hetesy Viktor)	505
- Nagypénteken (Hetesy Viktor)	507
- Húsvét ünnepén (Babay Kálmán)	509
- Áldozó csütörtökön (Babay Kálmán)	511
- Pünkösdkor (Biky Károly)	512
- Karácsonykor (Sulyok István)	513
- Alkalmiak
- Reformáció emlékünnepén (Dr. Erdős József)	515
- Reformáció emlékünnepén (S. Szabó József)	518
- Október hatodikán (Rácz István)	521
- Ó-év utolsó estéjén (Dr. Erdős József)	523
- Iskolai év elején (Babay Kálmán)	527
- Templomszentelés évfordulóján (Vadas Gyula)	529
- Hazafias ünnepen (Babay Kálmán)	530
- Zászlóavatási ima (Garzó Gyula)	532
- Házszentelés alkalmával (Hallgató János)	535
- Tíz éves találkozó alkalmával (Soltész Elemér)	537
- Sírboltavatáskor (Juhász László)	539
- Reformáció ünnepén (Babay Kálmán)	543
- Esztendő utolsó délutánján (Sáfrány Lajos)	546
- Ősszel (Babay Kálmán)	551
- Tíz évi találkozó alkalmával (Juhász László)	552
- Templomszenteléskor (Kiss Áron)	557

## III. évfolyam
| III. évfolyam. (1905) |

## IV. évfolyam
| IV. évfolyam. (1906) |

## V. évfolyam
| V. évfolyam. (1907) |

- Bibliamagyarázatok
- Jön a veszedelem észak felől (Barakonyi Kristóf)	3
- Latrok barlangjává lett az én házam előttetek (Barakonyi Kristóf)	7
- Tékozló fiú (II. Rédei Károly)	13
- Egyházi és szertartási beszédek
- Beszédek ifjúsági istentiszteletekre
- A tőkéletesedés törvénye (Csizmadia Lajos)	29
- Az ég és föld elmúlnak (Adorján Ferenc)	36
- Heródes példája (Bányai Sándor)	42
- Új virágvasárnap (Reformáció emlékünnapi) (Uray Sándor)	48
- Lót felesége (Adorján Ferenc)	56
- A reformáció áldásai és intései (Bányai Sándor	60
- Közönséges egyházi beszédek
- Az aggodalmak (Garzó Gyula)	69
- Életünk képe Pál tengeri utazásában (Madarász Imre)	80
- Jézus a Tiberiás tengerén (Dr. Márk Ferenc)	87
- Útmutatás az életben (Szabó Lajos)	94
- A kovász (I., II. Soltész Elemér)	102
- Miként kell az egyházi szónoklatokat hallgatni? (Sz. Szabó József)	115
- Az áthidalhatatlan ür. (Paulinyi Károly)	121
- Pál apostol intései (Vértessy Mór)	131
- Bábel tornya (Arany Gusztáv)	137
- A népszerűséghajhászás (Illyés János)	146
- A keresztény felebaráti szeretet (Nánássy Lajos)	152
- Korunk Félixei (Paulai Viktor)	161
- Legyünk olyanok, mint a kis gyermekek! (Kiss Lajos)	168
- Az örökséget kereső testvér Jézusnál (Papp Károly)	173
- Egy láthatatlan világgal való összeköttetésünk (Dobos János hagyatékából)	181
- Ünnepi egyházi beszédek
- Miért kell Jézust várnunk? (Adventi) (Kiss Ferenc)	191
- A világ világossága (Karácsonyi) (Balogh Ferenc)	198
- Jézus születése örömöt adó (Dombi Lajos)	203
- A virágvasárnapi menet (Futó Zoltán)	209
- Nagypénteki homilia (Szele György)	217
- Az eszmét megölni nem lehet (Nagypénteki) (Sz. Szabó József)	228
- A Krisztus vére (Nagypénteki) (Harsányi Pál)	234
- A feltámadás haszna (Dr. Márk Ferenc)	240
- Halál, hol vagyon a te fulánkod? (Husvéti) (Veress István)	248
- Feljebb a diadalomnál is! (Húsvéti) (Fekete Gyula)	256
- Isten hajléka az emberek között (Pünkösti) (Péchy Árpád)	263
- Alkalmi egyházi beszédek
- Milyennek kell lenni a gyülekezetnek és a lelkésznek? (Beköszöntő) (Illyés János)	271
- Két hajó (Egyházmegyei gyűlés megnyitásakor) (Segesváry József)	280
- A mi hivatásunk (Egyházmegyei gyűlés alkalmával) (Osváth Lajos)	288
- A sötétség és világosság harca (Reformáció emlékünnepi) (Vargha Kálmán)	293
- A szent drakhma (Reformációra emlékezés) (Csernák Béla)	303
- Isten hajléka az emberek között és az emberekben (Templomrenoválás után) (Szalóczy Pál)	309
- A régi és mostani napok (Okt. 6-án) (Soltész Elemér)	319
- A gyermekek gondozása (Tanév elején) (Gulya György)	326
- Konfirmációkor (Áldozócsütörtökön d. e.) (Papp Károly)	332
- Konfirmációkor (Áldozócsütörtökön d. u.) (Papp Károly)	338
- Isten félelme s a király tisztelete (Király születése napján) (Szabó Lajos)	342
- A bűnös ember nyomorusága és vígasztalása (Bűnbánati) (Lévay Mihály)	348
- Kétféle bőjt (Bőjti) (Péter Mihály)	356
- A megnyílt föld (Tavaszi) (Madarász Imre)	361
- Emberé a munka, Istené az áldás (Aratási) (Kiss Ferenc)	368
- A tünődő gazdag (Aratási) (Paulinyi Károly)	376
- Heródes háza, mint a bűn tanyája (Őszi) (Veress István)	385
- Főorvosaink és orvosságaink (Újbori úrvacsorakor) (Dobos János hagyatékából)	393
- Áldjad én lelkem az Urat! (Újbori úrvacsorakor) (Lévay Lajos)	405
- Úrvacsoraosztáskor d. u. (Dr. Baltazár Dezső)	414
- Újjászületés (Belmissziói) (Kiss Lajos)	419
- A mi vezető csillagunk (Gombfeltételi) (Olajos Pál)	425
- Lelkészbeiktatási beszéd (Péter Mihály)	432
- Lelkészbeiktatási beszéd (Sipos József)	436
- Lelkészbeiktatáskor (Szakács Imre)	440
- Zászlóavatási beszéd (Péchy Árpád)	444
- Keresztelési beszédek
- Keresztelési beszéd (Fekete Gyula)	449
- Keresztelési beszéd (Mindszenti Imre)	452
- Keresztelési beszéd és imádság (Hajdú Péter)	455
- Keresztelési beszéd (Babay Kálmán)	459
- Keresztelési beszéd (Nagy Márton)	462
- Konfirmációi beszédek
- A megnyilatkozott ég (Futó Zoltán)	464
- Konfirmációi beszéd (U. Szabó Miklós)	471
- Úrvacsoraosztási beszédek
- Karácsonyi úrvagyoraosztáskor (Vadas Gyula)	475
- Husvéti úrvacsoraosztáskor (Nagy Béla)	477
- Templomszentelés alkalmával (Fekete Gyula)	479
- Karácsonyi úrvacsoraosztáskor (Sipos József)	483
- Esketési beszédek
- Esketési s ezüstlakodalmi beszéd (Kiss Áron)	488
- Ezüstmenyegző alkalmával (Madarász Imre)	491
- Esketési beszéd és ima (Dombi Lajos)	496
- Esketési beszéd (Szalóczy Pál)	499
- A családi tüzhely boldogságát biztosító, őszi örökség (Olajos Pál)	503
- Esketési beszéd (Szabó János)	508
- Esketési beszéd (Vásárhelyi Boldizsár)	512
- Esketési beszéd (Szűcs József)	516
- Gyászbeszédek és imák
- Ifjú férfi fölött (Gyarmathy József)	519
- Kisded fölött (Szűcs József)	524
- Sokáig szenvedett, ifjú nő fölött (Osváth József)	526
- Házasságkötés után hamar elhalt, ifjú férfi fölött (Kazai Sándor)	530
- Öngyilkos ifjú fölött (Szentimrey József)	533
- A lelki gondozás (cura pastoralis) körébe tartozó dolgozatok
- Református lelkész baptisták gyülekezetében (Csiky Lajos)	539
- Kísérlet a cura pastorálisnak egy új terén (Szabó Lajos)	558
- Egy idején való lelkipásztori látogatás (Dávid Gyula)	572
- Imádságok
- Halottiak
- Dr. Szikszay Imre fölött (Mitrovics Gyula)	581
- Halotti ima M. Gy. fölött (Garzó Gyula)	585
- Öngyilkos ifjú fölött (Dr. Erdős József)	588
- Baksay Istvánné fölött (Palóczi Czinke István)	591
- Apa fölött (Dombi Lajos)	594
- Művelt család kis gyermeke fölött (Rácz István)	597
- Gr. Degenfeld Pál fölött (Soltész Elemér)	599
- Csecsemő fölött (Mindszenti Imre)	602
- 2-4 éves gyermek fölött (MIndszenti Imre)	604
- Tanuló fölött (S. Szabó József)	607
- Évva András sirja fölött S.-A.-Újhelyben (Mitrovics Gyula)	609
- Idős nő fölött (Dombi Lajos)	611
- Alkalmiak
- Egyházkerületi gyűlést megnyitó ima (Kiss Áron)	614
- Harmincévi találkozó alkalmával (Dr. Erdős József)	616
- Zászlóavatáskor (Biky Károly)	619
- A kegyelem napja (Palóczi Czinke István)	620
- Ima a füzesgyarmati református templom 100 éves emlékünnepélyén (Dombi Lajos)	622
- Fölavató ima a bihardiószegi 48-as népkör megnyitásakor (Veress István)	624
- Függelék
- Beszéd egy kis leány felett, kinek édes atyja Amerikában van (Varjas Gábor)	627
- Utószó	630

## VI. évfolyam
| VI. évfolyam. (1908) |

- Bibliamagyarázatok
- Rédei Károly: Jövel Uram Jézus! Adventi 4 magyarázat	3
- Rédei Károly: Íme az Istennek ama báránya. Bőjti 4 magyarázat	25
- Osváth Kálmán: Az adakozásról. Négy magyarázat	45
- Egyházi és szertartási beszédek
- Beszédek ifjúsági istentiszteletekre
- Rácz Kálmán: Adónia. Lic. 	79
- Adorján Ferenc: Ábrahám, a hívők atyja	85
- Bányai Sándor: Milyenek legyenek a keresztyén ifjak?	92
- Adorján Ferenc: Jézus fogadása. Adventi	99
- Közönséges egyházi beszédek
- Futó Zoltán: Kialuvó világosságok	104
- Futó Zoltán: Krisztus a mai énekünk	111
- Csizmadia Lajos: Krisztus megismerése	119
- Papp József: Az isteni szolgálat	125
- Bokross Elek: A lélek némasága	134
- Paulinyi Károly: A halottak közül való prédikátor	139
- Vertessy Mór: Emberi gondolatok s az Urnak tanácsa	146
- Dávid Gyula: Adónia	157
- Ünnepi egyházi beszédek
- Dobos János: A keresztyén vallás boldogító volta	170
- Futó Zoltán: Honnan - hová? Év utolsó napján	177
- Csizmadia Lajos: Újévi tanács	185
- Fekete Gyula: Bizodalmunk a Krisztus győzelmében. Virágvasárnap	189
- Szele György: Nagypénteki homilia	195
- Lukácsy Imre: Egy a tizenkettő közül. Nagypénteki	207
- Péchy Árpád: Új eget és új földet várunk	214
- Csernák Béla: A szentlélek munkálkodása	220
- Alkalmi beszédek
- Mindszenti Imre: Az egy szükséges dolog. Beköszöntő	225
- Kátai Endre: A vallástalanság okai. Papszentelési	232
- Soltész Elemér: Az igaz ember hitből él. Reformáció ünnepén úrvacsoraosztáskor	244
- S. Szabó József: Az evangéliumi szabadság. Reformáció emléknapján	251
- Segesváry József: Vigyázzatok és imádkozzatok! Csapások közt	261
- Kiss József: Éljen a király! Királykoronázás évfordulóján	267
- Péter Mihály: A protestáns egyház ellensége s győzelmének föltétele. Iskolai év elején	274
- Nagy Béla: A templom szentsége. Templomszentelési	279
- Soltész Elemér: Hit és cselekedetek. Harangszenteléskor, húsvét másodnapján	288
- Lukácsy Imre: Jericho falai. Orgonaszenteléskor	296
- Danóczy Ferenc: Egyházmegyei közgyűléskor	303
- Harsányi Pál: A beteg szív, a meggyógyított szív. Bűnbánati aratáskor	311
- Papp Károly: Az igazi kegyelet. Halottak napja utáni vasárnap	318
- Lévay Lajos: Harangfelavatáskor	323
- Csernák Béla: Kálvin János. Két egyháztörténeti előadás	330
- Dr. Márk Ferenc: Az atyai ház	343
- Dr. Lencz Géza: Az alkotás ereje a pusztulásban. Őszi	350
- Papp Károly: A bűnbánatra hívó tél	356
- Nánássy Lajos: A pásztor és a nyáj. Beköszöntő	362
- Soltész Elemér: A törvény summája. Templomszentelési	370
- Kazay Sándor: Vessétek mélyre a hálót! Lelkészértekezletkor	379
- Sipos József: Lelkészbeiktatási beszéd	390
- Dömény Zoltán: Házavatási beszéd és ima	395
- Keresztelési beszédek
- Kiss Ferenc: Háznál	398
- Dr. Nagy Zsigmond: Tiszttárs gyermeke fölött	402
- Szalóczy Pál: Intelligens családban, hol az anya izr. vallású, de gyermekeit ref. egyházunknak ígérte	406
- Konfirmációi beszédek
- Petri Elek: Konfirmációi beszéd	408
- Papp Károly: Konfirmációi beszéd	416
- Urvacsoraosztási beszédek
- Dr. Erdős József: Úrvacsorai szertartás. Újbori	421
- Szalóczy Pál: A bevégzett munka és teljesített kötelesség igazi öröm, de egyszersmind háládatos érzelmek forrása. Templomszenteléskor	428
- Illyés János: Templomszentelés alkalmával	432
- Esketési beszéd
- Madarász Imre: Esketési beszéd	435
- Kiss Ferenc: Lelkész esketéskor	440
- Olajos Pál: Visszatekintés a boldog jelen magaslatáról. Ezüstmennyegzői.	444
- Babay Kálmán: Árva gyermekeknél tavasszal	448
- Szabó János: Tavasszal	450
- Vargha Kálmán: Özvegy férfi s elvált nő esketésekor	453
- Sípos József: Esketési beszéd	457
- Keresztesi Károly: Testvér esketésekor	460
- Gyászbeszédek és imák
- Könyves Tóth Kálmán: A hazaérkező patriarcha	463
- Olajos Pál: Isten szolgája, mint urának jegye, a koporsónál. Lelkész felesége felett	467
- Illyés János: Korcsmai verekedés közben meggyilkolt felett	474
- Veress István: Halotti beszéd	478
- Kiss Lajos: Sokat szenvedett, öreg nő felett	481
- Nagy Károly: Koporsózáráskor	484
- Szűcs László: Síri beszéd	487
- Hajdú Péter: Síri beszéd	489
- A lelki gondozás (cura pastoralis) körébe tartozó dolgozatok
- Dr. Szabó Aladár: Az élő keresztyén szövetségekről	495
- Réz László. Egyházkelés	511
- Uray Sándor: Ujonc-katonák oktatása	523
- Imádságok
- Halottiak
- Erőss Lajos: Öngyilkos akadémiai tanuló felett	529
- Mitrovics Gyula: Öngyilkos leány felett	532
- Dombi Lajos: Ifjú nő felett	536
- Dombi Lajos: Ifjú nő felett	539
- Dombi Lajos: Lelkész felett	542
- Kis Ferenc: Férjétől külön élt, sokat szenvedett, ifjú nő felett	545
- Mindszenti Imre: Öngyilkos katona felett	549
- Szűcs József: Hosszas betegség után elhunyt, öreg férfi felett	552
- Dömény Zoltán: Fegyintézetben elhalt férfi felett	553
- Dombi Lajos: Jeles férfi koporsójánál	555
- Dombi Lajos: Jeles férfi sírjánál	557
- Alkalmiak
- Dombi Lajos: Október 6-án	560
- Csécsi Imre: Október 6-án	563
- Soltész Elemér: Harangszenteléskor	564
- Babay Kálmán: Templomszenteléskor	566
- Kiss Ferenc: Tanév-megnyitáskor	572
- Kiss Ferenc: Tanév bezáráskor	577
- S. Szabó József: Vasárnap délután	580
- Szabó József: Vasárnap délután	584
- Lengyel Imre: Kórház megnyitáskor	586
- Illyés János: Lelkészértekezlet alkalmával	588
- Vértessy Mór: Harminc éves találkozón	591
- Szűcs László. Protestáns estély megnyitásakor virágvasárnapján	594
- Vadas Gyula: Temetőszenteléskor	598
- Különfélék	601
- Csíky Lajos: Gondolatok a szeretet napján
- Utószó	605

## VII. évfolyam
| VII. évfolyam. (1909) |

- Bibliamagyarázatok
- Szentkuti Károly: A származás 3
- Andrásy Kálmán: Sóvárgás az Isten fiainak dicsősége után 7
- Andrássy Kálmán: Anna prófétasszony 12
- Andrássy Kálmán: A Filemonhoz írt levél 18
- Sípos József: A hatodik parancsolat 24
- Sípos József: Evangyéliomi szeretet 28
- S. Szabó József: A kételkedő 32
- S. Szabó József: A hívő Péter 38
- Egyházi és szertartási beszédek
- Beszédek ifjúsági istentiszteletekre
- Adorján Ferenc: Hazaszeretet és vallásosság 45
- lic. Rácz Kálmán: Istenhez közel 53
- Bányai Sándor: Tisztünk betöltése s jutalma 59
- Hetvényi Lajos: József álma 66
- Vásárhelyi Boldizsár: A szeretetről 71
- Adorján Ferenc: A kis Sámuel anyja 77
- Daróczi Ferenc: Isten a mi hajlékunk 81
- Vasárnapi egyházi beszédek
- Kálvin beszéde (ford. B. Papp István): Az egyház Isten háza 86
- Ruszkay Gyula: Az anyagi és szellemi jólét 100
- Ruszkay Gyula: A bölcső felett 105
- Andrásy Kálmán: Krisztus iránti szeretet az élet vezetője 113
- Futó Zoltán: Krisztus békéje 122
- Madarász Imre: Égi tűz – A lélek tüze 130
- Dr. Márk Ferenc: Isten és az ember 138
- Soltész Elemér: A tíz bélpoklos I. 145
- Soltész Elemér: A tíz bélpoklos II. 150
- Nagy Károly: Krisztus hű követőinek ismertető jelei 155
- Papp József: A népszerűség hajhászatának veszedelmei 162
- Papp József: Jobb meggyőződésünk követésének akadályai 170
- Bokor Sándor: A vakbuzgóság 180
- Bokor Sándor: Könnyek az Urnak tömlőjében 186
- Paulinyi Károly: A Krisztus hiveinek örvendetes állapota 192
- Bokor Sándor: Képekkel beírott kamarák 200
- Ruszkay Gyula: Föld-e vagy égi? 206
- Ünnepi egyházi beszédek
- Székely József: Az eljövendő. Adventi 211
- Veress István: Az igazság mérlege. Adventi  220
- Harsányi Pál: A Jehova szolgája. Adventi  227
- Hajdú Péter: Hogyan várhatjuk mi a Krisztust? Adventi 233
- Dobos János: Kis kezdet, nagy eredmények, Karácsonyi 245
- Kiss Ferenc: A legjobb tanácsadó. Karácsonyi 252
- Ruszkay Gyula: Az erős szív. Újévi 258
- Lukácsy Imre: Az Úrnak kedves esztendeje. Újévi 264
- Futó Zoltán: A töviskoronás Jézus, – ímhol a ti királyotok! Virágvasárnapi 273
- Illyés Endre: Jézus lelki nagysága. Nagypénteki 280
- Vásárhelyi Boldizsár: A feltámadott Jézus üdvözlete. Húsvéti 286
- Lévay Mihály: Föltámadunk! Húsvéti 293
- Szűcs József: A földről való távozás ideje, helye, és módja Jézusnál és nálunk. Áldozócsütörtöki 299
- Szűcs József: Hogyan éljünk Isten kegyelmével? Pünkösti 306
- Molnár Imre: A Szentlélek kitöltetésének folytonosságra. Pünkösti 312
- Alkalmi egyházi beszédek
- Olajos Pál: Istentől vett örökségünk legszebb osztályrésze Székfoglaló 315
- Szuhay Benedek: Az Úrnak temploma 329
- B. Papp István: Lélekkel énekeljünk! Orgonaszenteléskor 337
- Segesváry József: A templomától megfosztott gyülekezett legfőbb óhajtása 341
- Fekete Gyula: Harcolva építsünk! Reformáció-emlékünnepi 347
- B. Papp István: Az idvezítő hit. Reformáció-emlékünnepi 352
- Tóth József: Te vagy az az ember! Bűnbánati 357
- Babay Kálmán: Az én hitvallásom. Lelkészhallgatáskor 364
- Szentkúti Károly: A sírok látogatása. Halottak-napján 374
- Madarász Imre: A hálaadás pohara. Újbori communiokor a reformáció évfordulati napján 379
- Vértessy Mór: Lelki egység és békesség. Úrvacsora utáni 387
- Csík Dániel: A boldogság útja. Iskolai év kezdetén 393
- Uray Sándor: Az Úrnak örökségei. Iskolai év kezdetén 399
- Veress István: A tavasz tanúságai 406
- Peti Lőrinc: Isten velünk a nyárban 411
- Csernák Béla: A lélek romolhatatlan gyümölcsei. Őszi 418
- Illyés Endre: A barátságról. Téli 424
- Papp Károly: Az Úr vigyáz házunkra. Farsangi 431
- S. Szabó József: A hit vértanúja. Gályarablelkész emlékének felállításakor 435
- Keresztelési beszédek
- Dr. Erdős József: Egészséges csecsemő keresztelésekor 442
- Morvay Ferenc: Művelt izr. szülők kis fiának keresztelésekor 446
- Réz László: Templomfelavatás alkalmával 451
- Illyés János: Saját gyermeke keresztelésekor 455
- Melkó István: A kis gyermekek szivünkbe fogadása. Baráti háznál 457
- Vadas Gyula: Háznál 461
- Konfirmációi beszédek
- Létay Menyhért: Konfirmációi szertartás 464
- Gesztelyi Nagy Kálmán: Két éves korában megvakult leány konfirmálása 467
- Urvacsoraosztási beszédek
- Szele György: Szűk aratáskor 470
- Morvay Ferenc: Templomszenteléskor 474
- Péter Mihály: Templomszentelés alkalmával, újbor kiosztásakor 480
- Esketési beszédek
- Szalóczy Pál: Intelligens családnál, hol a vőlegény keresztyén, a menyasszony izraelita 484
- Olajos Pál: A férj legdrágább kincse a jó feleség. Fiatal férfi és özvegy asszony esketésekor 489
- Péchy Árpád: Donner Kornél iparfelügyelő és Kováts Irma esketésekor 493
- Csík Dániel: Özvegy pap és papné esketésekor 496
- (Szalonnai) Szabó József: Lelkész és jó barát esketésekor 499
- Lévay Mihály: Tavasszal 501
- Vargha Kálmán: Más egyházközségben 505
- Kiss Lajos: Nővér esküvőjekor 509
- Rédey Károly: Adventi időszakban 513
- Mészáros János: Félárva s kevésbbé vallásos pár egybekelésekor 517
- Juhász László: A boldogság föltételei 520
- Gyászbeszédek és imádságok
- Ruszkay Gyula: Béky Ilona papleány felett 531
- Ruszkay Gyula: Iskolás fiú felett tavaszkor 535
- Csík Dániel: Öngyilkos tanár koporsójánál 538
- Kazay Sándor: Anya nélkül sinylődött csecsemő felett 542
- Lévay Lajos: Öreg papné felett
- Ruszkay Gyula: Hanvai Sándor Béla nyug. főszolgabíró sírjánál 547
- Hajdú Péter: Papné fölött. Síri beszéd 550
- Olajos Pál: A megsértett kegyelet kiengesztelése 553
- Dolgozatok a liturgia köréből
- S. Szabó József: Kálvin liturgiája 561
- Nánássy Lajos: A franciaországi református egyház gyermekkeresztelési szertartása 572
- Nánássy Lajos: Konfirmációi oktatás és szertartás az amerikai református egyházban 576
- Imádságok
- Halottiak
- Mitrovics Gyula: Erzsébet magyar királyné temetése alkalmára 583
- Kiss Ferenc: Özv. Dorogi Lajosné felett 588
- Kiss Ferenc: Sokat szenvedett, művelt özvegy anya felett 591
- Jánosi Zoltán: Hirtelen elhalt ifjú, családos tanár felett 594
- Mindszenti Imre: 3–4 éves gyermek fölött 598
- Dombi Lajos: Középkorú férfi sírjánál 600
- Dombi Lajos: Vármegyei főorvos, e. m. tanácsbíró sírjánál 602
- Dombi Lajos: Ifjú sírjánál 604
- Alkalmiak
- Csiky Lajos: Negyvenéves osztálytalálkozó alkalmával 606
- Dombi Lajos: Március 15-én 610
- Dávid Gyula: A hazáért 613
- Péter Mihály: Október 6-án 616
- Dombi Lajos: Egyházmegyei közgyűlés megnyitásakor 618
- Különfélék
- 1. Esetek: 
  - a) Soltész Elemér: A szent vallás 625
  - b) Soltész Elemér: Nem mindennapi temetés 626
  - c) Soltész Elemér: Következetlenségek 627
- 2. Az életből ellesve: 
  - a) Nagy Lajos: Miért is egyszerű a református vallás? 629
  - b) Nagy Lajos: Miért kellene az ünnepeket szaporítani? 629

## VIII. évfolyam
| VIII. évfolyam. (1910) |

- Bibliamagyarázatok
- Kiss Ferenc: Az utolsó éjszaka. Nagypénteken	3
- Rédei Károly: Az Istenben való gazdagság	10
- Rédei Károly: Az igazgyöngyről való példázat	14
- Sipos József: Telhetetlenség és megelégedés	16
- Sipos József: Hamis próféták	20
- Sipos József: A bélpoklos és a gutaütött	24
- Egyházi és szertartási beszédek
- Beszédek ifjúsági istentiszteletekre
- Bányai Sándor: Törekedjetek a jóra!	29
- Adorján Ferenc: Jézus, a példakép	35
- I. Kónya Gábor: Levél az ifjaknak	44
- II. kónya Gábor: Levél az ifjaknak	50
- Rédei Károly: Krisztus és a pápa. Reformáció ünnepén	55
- Helvényi Lajos: Mindig csak előre! Tanév elején	60
- Közönséges egyházi beszédek
- Lévay Lajos: Vigasztalás a bajok között	64
- Hetessy Viktor: Három kereszt	74
- Hetessy Viktor: A keresztyén embernek öt feladata	83
- Ruszkay Gyula: A lélek mindeneket vizsgál	90
- Ruszkay Gyula: Pál, mint jellem	97
- Ruszkay Gyula: Istennek titkai és kijelentései	103
- Szabó Lajos: A gyermeknevelés Jézussal jóltev és	110
- Csizmadia Lajos: Vakok vagyunk	118
- Veress István: Vigyázz a nyelvedre!	124
- Mészáros János: Keresztyén házastársak	131
- Harsányi Pál: A Sinai hegy és a Golgotha 	143
- Harsányi Pál: Óh asszony, nagy a te hited!	153
- Uray Sándor: A lelki szegények boldogsága	163
- Szele Miklós: A szív templomának romjai	168
- Paulinyi Károly: Jézus szíve	177
- Papp József: A keresztyén élethivatás betöltése	186
- Csernák Béla: A holtak beszéde	192
- E. Szabó Dezső: Békesség Istennel	198
- Papp Károly: Bálványt ne imádj	204
- Ünnepi egyházi beszédek
- Melkó István: A puszták prófétájának szózata. Adventi	208
- Létay Menyhért: Térjetek meg! Adventi	213
- Ruszkai Gyula: Én nem vagyok Krisztus	221
- Szabó Zoltán: Az Új eljövetele. Adventi	228
- Kiss Ferenc: Jéz us nagysága. Karácsonyi	235
- Madarász Imre: Dicsőség Istennek! Karácsonyi	243
- Sebesváry József: A hátralévő, rövid idő intelmei. Év utolsó estéjén	251
- Ruszkay Gyula: Az Úr az én őriző pásztorom. Újévi	257
- Paulinyi Károly: A virágvasárnapi menet	264
- Ruszkay Gyula: A tövis korona. Virágvasárnapi	272
- Szele György: Virágvasárnapi tanulságok	278
- Dobos János: Mire tanít a Jézus sírja. Nagypénteki	288
- Csernák Béla: A nagypénteki bizonyságtevők	298
- Ruszkay Gyula: Az örök élet hive. Húsvéti	304
- Szűcs László: A Krisztus sírjáról elhengerített kő. Húsvéti	312
- Bányai Sándor: Miért kellett Jézusnak felmagasztaltatnia? Áldozócsütörtöki	320
- Melkó István: Jézus búcsúja. Áldozócsütörtöki	326
- Peti Lőrinc: Látások látása, álmok álmodása. Pünkösti	332
- Kósa Ferenc: Az egyház. Pünkösti	339
- Alkalmi egyházi beszédek
- Vargha Kálmán: Az egyházi szolgák hivatása. Lelkészavatáskor	348
- Szabó Lajos: Az Úrtól való elhivatás. Székfoglaló	359
- Szuhay Benedek: Kétség nélkül az Úré? Beköszöntő	371
- Soltész Elemér: Micsoda az ember? Templomszenteléskor	377
- Olajos Pál: Az Úrnak tetsző örömünnep. Templom 100 éves ünnepén	387
- Csighy Andor: Honnan vegyük a lelki eledelt? Lelkészértekezlet alkalmával	396
- Rédei károly: A belmissziót gyakorolnunk kell!	402
- Vértessy Mór: Kiket válasszunk elöljárókká? Persbyter választáskor	416
- Futó Zoltán: Miért nem gyógyíttatott meg az én népem leánya? Bűnbánati	421
- Veress István. Halott vagy-e vagy élő? Bűnbánati	428
- Bokor Sándor: A meggondolatlan ifjú. Bűnbánati	434
- Futó Zoltán: az isteni kijelentés két könyve. Tavaszi májusban	441
- Tóth József: Bethesda. Nyári	448
- Andrásy Kálmán: Emberi munka, - Isten áldása. Aratás után	453
- Ruszkay Gyula: A Kármel-hegyi áldozat. Újkenyéri úrvacsorakor	460
- Szűcs József: Drága szőlők, - vad gyümölcsök. Újbori úrvacsoraosztáskor	465
- Lukácsy Imre: Építsük meg Jeruzsálem kőfalát! Egyh. építkezés idején	471
- Dávid Gyula: A keresztények egysége. Ünnepi úrvacsora után	477
- Papp Károly: A szabadságról. Március 15-én	482
- Keresztelési beszédek
- Lukácsy Imre: Templomszentelés alkalmával	486
- Domby Béla: Háznál, első szülött gyermek felett	488
- Bányai Sándor: több gyermekes, boldog család körében	491
- Papp Károly. Ünnepek alkalmával	492
- Dávid Gyula: Baptistáktól megkörnyékezett gyülekezetben	496
- Lévay Mihály: Háznál	500
- Dr. Márk Ferenc: Izraelita ifjú keresztelésekor	503
- Esketési beszédek
- Dr. Erdős József: Esketési szertartás	507
- Illyés Endre: Az erős szeretet. Májusban	510
- Olajos Pál: A szív jogának védelme és megőrzése. Vegyes házasok előtt, háznál	513
- Vásárhelyi Boldizsár: A házassági szövetség jelentősége s boldogságának föltételei	518
- Mészáros János: Fészekrakás. Lelkészpár esketésekor	521
- Babay Kálmán: Halálos beteg esketésekor	524
- Gyászbeszédek
- Ruszkay Gyula: Idegenből jött, öreg férfi felett	527
- Ruszkay Gyula: Esztendő utolsó napján meghalt nő felett	531
- Ruszkay Gyula: Nyomorék hajadon felett	536
- Babay Kálmán: Magas állású, buzgó tisztviselő felett	538
- Domby Béla: Sokat szenvedett nő felett	541
- Szűcs József: Fiatalon elhúnyt, közhasznú férfi felett	544
- Dolgozatok a liturgia köréből
- Csiky Lajos: A református liturgia alapelvei	549
- Nánássy Lajos: Vasárnap és ünnepnap reggeli liturgiák	557
- Harsányi Sándor: Amerikai lelkészszentelési szertartás	571
- Harsányi Sándor: Penitentia-tartás	577
- A lelki gondozás (eura pastoralis) körébe tartozó dolgozatok
- Hallgató János: A cura pastoralis ABC-je	583
- B. Pap István: A biblia használata	592
- Halotti imádságok
- Dombi Lajos: K. E. községi nyug. jegyző, volt ref. tanító felett	603
- Szolnoky Gerzson: Családjától elhagyott, idős leány felett	605
- Szolnoky Gerzson: Jótékony, özvegy asszony felett	607
- Szolnoky Gerzson: Rövid szenvedés után meghalt, öreg ember felett	609
- Pataky Dezső: Kicsapongó életű fiatal ember felett	611
- Dombi Lajos: A sírnál	615
- Csík Dániel: Szathmáry Király Pálné sírboltjánál	616
- Juhász László: A földi útnak véghatárán	619
- Kazai Sándor: Nehéz hallású, idős, buzgó hajadon felett	621

## IX. évfolyam
| IX. évfolyam. (1911) |

- Bibliamagyarázatok
- Uray Sándor: A huszonharmadik zsoltár	3
- Sipos József: Jákób és fiai	10
- Sipos József: József Egyptomban	15
- Takács Mihály: Az Úr tiszteletére indító okok	19
- Egyházi és szertartási beszédek
- Beszédek ifjúsági istenitiszteletekre
- S. Szabó József: A keresztyén ifjak útja	29
- Rácz Kálmán: Az igazság által megszentelve	36
- Bányai Sándor: Az ifjak boldogságának föltételei	42
- Zimmermann Rezső: Az igazság lelkének szava	48
- Kónya Gábor: Keresztelő János ifjúsága	54
- Kónya Gábor: Keresztelő János ifjúsága	58
- Erdős Károly: A parancsolatnak vége a szeretet	65
- Adorján Ferenc: Protestáns bátorság. Reformáció évfordulóján	71
- Vasárnapi egyházi beszédek
- Madarász Imre: A jó anya	77
- Ruszkay Gyula: A gonosz kívánság	84
- Futó Zoltán: Fel az égig!	92
- Futó Zoltán: Kié vagy?	100
- Szalóczy Pál: A fecskék. Homília	109
- Szabó Lajos: Egyedül Isten segít	118
- Uray Sándor: A szomorkodók boldogsága	123
- Vásárhelyi Boldizsár: Az élet küzdelem	130
- Vásárhelyi Boldizsár: Az élet küzdelem	137
- Kósa Ferenc: Az imádság	143
- Kósa Ferenc: Kicsoda szabadít meg engemet?	152
- Mészáros János: Keresztyén szülők	161
- Csernák Béla: Jehova hűsége	175
- Csernák Béla: Izráel hűtlensége	181
- Osváth Kálmán: Házas és magános élet	186
- Papp József: A mennyei bölcsesség	193
- Szűcs László: Krisztus Istennek hatalma és bölcsessége	199
- Dávid Gyula: A száradt kéz	209
- E. Szabó Dezső: A boldogság őtja	215
- Bokross Elek: A vallásnélküli erkölcs	220
- Sipos József: A bosszúállás	227
- Ünnepi egyházi beszédek
- Ruszkay Gyula: Istennek hívogatása a karácsony ünnepére. Adventi	232
- Rédei Károly: Áldott, aki jó az Úrnak nevében! Adventi	238
- Péter Mihály: Jézus, az igaz világosság. Karácsonyi	242
- Csernák Béla: Jézus, a mi fényes csillagunk. Karácsonyi	247
- Lukácsy Imre: Isten szeretete a Jézusban mihozzánk. Karácsonyi	252
- Papp Károly: Számadás. Év utolsó vasárnapján	258
- Papp Károly: Az új év áldásai	264
- Soltész Elemér: Mikor a kövek kiáltanak. Virágvasárnapi	268
- Paulinyi Károly: Jézus a keresztfán	278
- Ruszkay Gyula: Ha Isten fia vagy, szállj le a keresztről! Nagypénteki	286
- Paulinyi Károly: Szózat a Jézus sírjánál	292
- Ruszkay Gyula: Krisztus velünk marad. Áldozócsütörtöki	303
- Nagy Károly: A folyvást munkálkodó isteni Lélek. Pünkösti	310
- Alkalmi beszédek
- Szentimrey József: A lelkész igazi hivatása. Beköszöntő	316
- Lévay Lajos: Az isteni szolgálat. Búcsúbeszéd	322
- Dávid Gyula: Az Úr legyen mindnyájan tiveletek! Búcsúbeszéd	332
- Rédei Károly: Mi serkentsen bennünket a külmisszió szent ügyének buzgó pártolására?	339
- Létay Menyhért: A lélek megelevenít. Orgonaszenteléskor	351
- Lukácsy Imre: Embereket halásszatok! lelkészi értekezletkor	358
- Nánássy Lajos: A halál, mint jó barát. Temetőszenteléskor	365
- Dr. Márk Ferenc: Lelkészbeiktatási beszéd	372
- Vértessy Mór: Isten védelme az emberi gonoszság ellen. Karácsony után	379
- Paulinyi Károly: Kik a Krisztus gyilkosai? Bőjtben	386
- Melkó István: Az igazi megjobbulás föltételei. Bőjti bűnbánati	396
- Ruszkay Gyula: Pál apostolnak a szeretetet dicsőítő éneke. Bőjti	408
- Melkó István: A keresztyén földmíves reménysége. Tavaszi	415
- Ruszkay Gyula: Tiszta búza és a konkoly. Aratási	426
- Papp Károly: Bizodalom Istenben a szükség idején. Újkenyéri úrvacsorakor szűk esztendőben	432
- Vásárhelyi Boldizsár: A gyermek. Iskolai év kezdetén	436
- Papp Károly: Vidámság helyett szomorúság. Újbori úrvacsorakor	441
- Madarász Imre: A természeti és erkölcsi világ fellegei. Őszi	445
- Román Ernő: A kívánatos öregség föltételei. Őszi	451
- Mészáros András: Miért örvendezzünk? Iskolafelavatáskor	463
- Kádár Géza: Az evangélium Istennek hatalma. Reformáció ünnepén	469
- S. Szabó József: Szabadság és szeretet. Reformáció emlékünnepén	480
- Harsányi Sándor: Amerikai lelkészbeiktatási szertartás	488
- Biky Károly: Lelkészbeiktató beszéd	493
- Keresztelési beszédek
- Harsányi Pál: Lelkésztárs gyermekének keresztelésekor	497
- Sipos József: Lelkész gyermekének megkeresztelésekor	500
- Bodolay József: Az új életutas útrabocsátása	502
- Nagy Márton: Saját fia keresztelésekor	506
- Babay Kálmán: Templomszenteléskor	509
- Úrvacsoraosztási beszédek
- Rédei Károly: Ne jöjj ide közel!	513
- Létay Menyhért: Templomszentelés alkalmával	516
- Madarász Imre: Az úrvacsora kiszolgáltatása betegnél	518
- Esketési beszédek
- Réz László: A házasélet boldogsága - Isten törvényeinek megtartása	523
- Szele György: Vegyes pár esketésekor	529
- Szuhay Benedek: Rokon esketésekor	533
- Domby Béla: Unokanővér esketésekor ősszel	537
- Mészáros András: Idegenve vitt félárva egybekelésekor	541
- Gyászbeszédek
- Ruszkay Gyula: Kis fiú felett ragályos betegség alkalmával	543
- Domby Béla: Iszákos ember felett	547
- Szűcs József: Istenfélő, öreg özvegy nő felett	549
- Lukácsy Imre: Síri beszéd ügyvéd felett	553
- A lelki gondozás (eura pastoralis) körébe tartozó dolgozatok
- Csizmadia Lajos: Ne láss és ne hallj meg mindent!	559
- Csiky Lajos: Vadházasságban élő felek lelki gondozása	577
- Rédei Károly: A belmisszióról	591
- Imádságok
- Alkalmiak
- Dr. Erdős József: Tanév kezdetén	601
- Dr. Erdős József: Tanév végén	604
- Biky Károly: Milotai Nyilas István háromszázados emlékünnepélyén	607
- A dicsőség is azé, akié az erő, a segedelem és oltalom	610
- Péter Mihály: Március 15-én	613
- Csík Dániel: Október 6-án	615
- Halottiak
- Kiss Ferenc: Művelt ifjú férj felett	618
- Dombi Lajos: Villámtól sújtott felett	622
- Dombi Lajos: Sírnál	626
- Szolnoky Gerzson: Sokat szenvedett, szegény ember felett	628
- Szolnoky Gerzson: Nagyon vallásos, szegény özvegy asszony felett	630

## X. évfolyam
| X. évfolyam. (1913) |

- Bibliamagyarázatok
- Forgács Gyula: A megszáradt tetemek 	3
- Román Ernő: Az igaz ember boldogsága e földön	11
- Kazay Gyula: Az Úr házában	20
- Kazay Gyula: Jertek! imádjuk az Urat!	25
- Egyházi és szertartási beszédek
- Beszédek ifjúsági istentiszteletekre
- Kádár Géza: Az ifjúság harmata	31
- Hetvényi Lajos: Légy ember!	39
- S. Szabó József: Munkára fel!	42
- Paulinyi Károly: A jövendőmondó könyv	48
- Vasárnapi egyházi beszédek
- Ruszkay Gyula: Az efézusi lázadás	54
- Ruszkay Gyula: Ne rövidítsd meg életedet!	61
- Ruszkay Gyula: Az első keresztyén nő Európában	68
- Futó Zoltán: Hol vagy?	75
- Futó Zoltán: Miért rejtőztél el?	82
- Madarász Imre: Isten igéje és a fenevad	89
- Dávid Gyula: Az igazi imádkozás	95
- Mészáros János: Keresztyén gyermekek	101
- Dr. Márk Ferenc: A samaritánusi szeretetről	113
- Dr. Veress István: Földi jutalom vagy mennyei korona?	120
- Szakács Imre: Önmegtagadás és kereszt	127
- Uray Sándor: Istent ismerő szív	132
- Vértessy Mór: Hogyan kell élnünk?	139
- Nánay Béla: A szenvedésről	146
- Papp Károly: A nő szava a házas életben	152
- Isaák Imre: Az igaz keresztyén győzelme	157
- Sipos József: Az elégedetlenségről	166
- Eőri Szabó Dezső: Péter vallástétele	172
- Rédei Károly: A hitnek csudálatos fejlődése	179
- Ünnepi egyházi beszédek
- Ruszkay Gyula: Nyissátok ki a kapukat! Adventi	186
- Csernák Béla: Isteni ajándékok. Karácsony előtti vasárnapon	191
- Melkó István: A jászolbölcsőben fekvő lelki király. Karácsonyi	197
- Dr. Nánássy Lajos: Az angyalok beszéde. Karácsonyi	205
- Eőri Szabó Dezső: Krisztus az Úr, szeretet az Isten. Karácsonyi	212
- Ruszkay Gyula: Az esztendő utolsó miatyánkja	218
- Ruszkay Gyula: A világ mulandósága s az Isten örökkévaló irgalma. Újévi	223
- Melkó István: A felajánlott s visszautasított kitüntetés. Virágvasárnapi	230
- Peti Lőrinc: Az Isten fia. Nagypénteki	238
- Péter Mihály: Elvégeztetett minden. Nagypénteki	247
- Paulinyi Károly: Krisztus elhagyatottsága. Nagypénteki	252
- Dr. Nánássy Lajos: A három kereszt. Nagypénteki	261
- Soltész Elemér: Az Úr föltámadásának bizonyságai s áldásai	268
- Peti Lőrinc: Húsvét örömünnepe	275
- Kiss Ferenc: Hit és vigasz. Áldozócsütörtöki	282
- Ruszkay Gyula: Jézus mennybemenetele, mint a mi földi vándorlásunk előképe	289
- Szele György: A Szentlélek megismerése	295
- Lukácsy Imre: A Szentlélek megfeddi e világot. Pünkösti	306
- Baráth Imre: A Szentlélek vígasztaló ereje	315
- Alkalmi beszédek
- Zajdó László: Isten országának építése. Beköszöntő	322
- Tövissi József: Csak a Krisztust! Beköszöntő	329
- Soltész Elemér: Az örökkévaló tornácai. Templomszenteléskor	334
- Tóth József: Ti, az Istennek temploma vagytok! Templomszenteléskor	343
- Szűcs József: Áldás az igaz Istennek temploma. Templomsz enteléskor	347
- Rácz Kálmán: Keresd az Istent! Egyházkerületi lelkészértekezletkor	354
- Rédei Károly: Jaj a világnak a botránkozások miatt! Konfirmációkor	361
- Végh János: Az orgona tanítása	371
- Mészáros János: Nevelés és a kálvinista népiskola. Iskolaavatáskor	378
- Csernák Béla: Jó nekünk itt lennünk! Úrvacsorai	387
- Segesváry József: A társas örömök határa. Farsangi	394
- Papp Károly: A házasélet komolysága. Farsangi	400
- Dr. Veress István: Nappal és éjszaka. Tavaszi	406
- Paulinyi Károly: Az apostoli áldás. Pünköst utáni vasárnap	412
- Ruszkay Gyula: Az égi bölcsesség az iskola falai között. Iskolai év elején	420
- Ruszkay Gyula: A hit diadala. Reformáció emlékünnepén	429
- Papp Károly: A reformáció haszna, szolgálatai	436
- Harsányi Pál: A szenvedések Krisztushoz vezetnek. Őszi	443
- Szigethy Károly: A mi bűnös voltunk és az isteni kegyelem. Szűk termésű szüretkor	452
- Harsányi Pál: Az élő Istennek városa. Advent előtti vasárnap	458
- Szigethy Károly: Az Isten házában való lakozás boldogsága. Télen	466
- Szobonya József: Iskolaavató és új tanítót beiktató beszéd	473
- Dr. Veress István: Fürdőavató beszéd	477
- Keresztelési beszédek
- Nagy Károly: Templomszentelés alkalmával	480
- Dömötör Bertalan: Háznál	483
- Lukácsy Imre: Lelkész fia keresztelésekor	487
- Nánay Béla: Fiú elsőszülött felett	490
- Nánay Béla: Leány felett karácsonykor	493
- Juhász Sámuel: A keresztség jelentősége	496
- Konfirmációi beszéd
- Madarász Imre: Konfirmációi szertartás	500
- Úrvacsoraosztási beszédek
- Melkó István: Karácson ykor	507
- Domby Béla: Húsvétkor	513
- Domby Béla: Pünköstkor	515
- Esketési beszédek
- Dömötör Bertalan: Tanácsok a vándorútra kelőknek	517
- Babay Kálmán: Gyengeség és erő	521
- Sipos József: Idősb nő s ifjabb férfi esketésekor	525
- Varga Sándor: Lelkésztárs s barát esküvőjekor	528
- Létay Menyhért: A boldogság napja	535
- Mészáros András: Vegyes vallású szolgák egybekelésekor	538
- Gyászbeszédek
- Madarász Imre: Virágfakadáskor rózsahullás	540
- Olajos Pál: Vád és védelem	546
- Eőri Szabó Dezső: Gondatlanságból agyonlőtt fiú felett	553
- Létay Menyhért: Nyugalomba vonult tisztviselő felett	556
- Szűcs László: Lelkipásztor felett. Sírnál	559
- Varga Sándor: Hű nő és anya felett. Sírnál	561
- S. Szabó József: Élet a halálban	563
- A lelki gondozás (eura pastoralis) körébe tartozó dolgozatok
- Ruszkay Gyula: A pusztító természeti erők és Isten világigazgatása. Vallásos estély alkalmával	569
- Papp József: Ismerethiány, mint a vallásos közönyösség egyik főoka. Ifjúsági egyesületben	582
- Dávid Gyula: A jó Isten hozta! Látogatásaimból	589
- Imádságok
- Alkalmiak
- Dr. Erdős József: Március tizenötödikén	597
- Csík Dániel: Március 15-én	601
- Bányai Sándor: Reformáció emléknapján	605
- Réz László: Orgonaszenteléskor	608
- S. Szabó József: Tanév végén	612
- Halottiak
- Kiss Ferenc: Özvegy agg lelkészné felett	617
- Szele Miklós: Segédlelkész fölött	621
- Szolnoky Gerzson: Öregrendű, gyermekeit felnevelt apa, vagy anya felett	627
- Szolnoky Gerzson: Sokat szenvedett, gyermektelen özvegy asszony felett	629

## XI. évfolyam
| XI. évfolyam. (1913) |

- Bibliamagyarázatok
- Kazay Gyula: A boldogság feltételei	3
- Szánthó Géza: Jób felesége	8
- Szántó Géza: Jób barátai	12
- Szánthó Géza: Jób meggyőzetése	16
- Eőri Szabó Dezső: Ne szabjátok magatokat a világhoz!	20
- Páhy József: Munkára serkentés	23
- Egyházi és szertartási beszédek
- Beszédek ifjúsági istentiszteletekre
- Bányai Sándor: Múlandó élet és bölcsesség. Ősszel	29
- Bányai Sándor: Készüljünk a Jézus elfogadásához!	35
- Kecskeméthy M. Lajos: Krisztus elvesztése	41
- S. Szabó József: Az ifjúság álmai	51
- Vasárnapi egyházi beszédek
- Madarász Imre: Isten nap és paizs	56
- Ruszkay Gyula: Jézus az ajtó	61
- Ruszkay Gyula: Isten uralma a zivatarok felett	67
- Mészáros János: Újjászületés	74
- Mészáros János: Megtérés az érzékiség bűneiből	84
- Mészáros János: Megtérés a vérmérséklet bűneiből	94
- Hajdu Lajos: A számadás órája	104
- Kádár Géza: És nevezék az ő nevét Jézusnak	114
- Dr. Nánássy Lajos: A Krisztus öltözete	121
- Vértessy Mór: Pál apostol életelvei	127
- Dávid Gyula: A hit jelentősége	134
- Marjay Károly A gardarénusok	140
- Paulinyi Károly: Az irgalmas samaritanus	147
- Eőri Szabó Dezső: Szüntelen imádkozzatok!	155
- Isaák Imre: Több erkölcsi bátorságot!	161
- Szigethy Károly: Átok és áldás	167
- Papp Károly: Jólét és szenvedés	173
- Lengyel Gyula: Irgalmasság	178
- Székely Sándor: Keresztyén feladatok	183
- Uray Sándor: A lélek gyümölcsei	192
- Futó Zoltán: A lélek otthona	201
- Ünnepi egyházi beszédek
- Hajdu Lajos: Adventi intő szózat	209
- Szigethy Károly: A legszebb adventi imádság	218
- Székely Sándor: Én tiveletek vagyok minden napon a világ végezetéig. Ó-esztendő utolsó napján	224
- Székely Sándor: A zsoltáríró újévi intése	230
- Román Ernő: A boldog újesztendő föltételei	239
- Harsányi Pál: Jézus e világnak idvezítője	249
- Erdős Károly: az Ige testté lett. Karácsonyi	259
- Ruszkay Gyula: A virágvasárnapi bevonulás	265
- Bokor Sándor: A pálmaágak. Virágvasárnapi	271
- Szele György: Jézus virágvasárnapja	276
- Melkó István: Az önfeláldozó szeretet. Nagypénteki	286
- Domby Béla: Alázatosság és szelidség. Nagypénteki	294
- Ruszkay Gyula: A boldog halál művészete. Nagypénteki	300
- Dr. Nánássy Lajos: Élünk. Húsvéti	307
- Hallgató János: A feltámadás hite. Húsvéti	314
- B. Szabó János: A földről búcsúzó Krisztus. Áldozócsütörtöki	320
- Eőri Szabó Dezső: Jövel Szentlélek Úristen! Püskösti	327
- Alkalmi egyházi beszédek
- Lukácsy Imre: A j pásztor. Beköszöntő	334
- Soltész Elemér: Ami tőlünk telik	343
- Hallgató János: Örömün k és szomorúságunk okai. Templomszentelési	351
- Olajos Pál: Életünk értéke s jutalma. 25 éves lelkészi jubileumkor	357
- Dr. Márk Ferenc: A református népiskolák jelentősége. Közvizsga alkalmával	370
- Vásárhelyi Boldizsár: Isten országa, mint életünk célja. Konfirmációkor	377
- Papp Károly: A hatalmasoknak is ereje és dicsősége Isten. Király születésnapján	384
- Bokor Sándor: Krisztus a mennyegzőben. Farsangi	389
- Ruszkay Gyula: Íme felmegyünk Jeruzsálembe! Böjti	395
- Dávid Gyula: A keresztyén életpálya. Bőjti úrvacsorakor délután	402
- Peti Lőrinc: Az aratás gyümölcse	419
- Lányi Elemér: Isten áldásainak felhasználása. Aratás utáni	426
- Baráth Imre: Az ifjúkori szenvedések haszna. Októberben, mikor a katonák bevonulnak	432
- Dr. Veress István. Mire van szükségünk az Úr szőlőjében. Szüreti	441
- Létay Menyhért: Munkálkodjatok! Téli	448
- Sipos József: A Jézusban való békesség. Úrvacsoraosztáskor	453
- Páhy József: Mire kötelez bennünket az úrvacsora vétele? Úrvacsoraosztás napján délután	457
- Nádassy Benő: Jótevés. Adakozásra felhívó beszéd	463
- Szabó Lajos: Lelkészbeiktató beszéd	468
- Vargha Kálmán: Lelkészválasztáskor	471
- S. Szabó József: Búcsú az ó-kollégiumtól	479
- Keresztelési beszédek
- Ujváry István: Izráelitának a református vallásra átvételekor	484
- Melkó István: A reménység meg nem szégyenít. Leány keresztelésekor, háznál	493
- Papp Károly: Nyáron	498
- Olé Sándor: Keresztelő-medence avatáskor	500
- Úrvacsoraosztási beszédek
- Domby Béla: Karácsonykor	503
- Péter Mihály: Karácsonykor	506
- Papp József: Újbori úrvacsorakor	509
- Varga Sándor: Renovált templom megnyitásakor	515
- Konfirmációi beszédek
- Dr. Veress István: Legyetek a Krisztus tanítványai	518
- Farkas István: Tartsd meg a parancsolatokat s idvezülsz!	522
- Esketési beszédek
- Vásárhelyi Boldizsár: Katonatiszt esküvője alkalmával	527
- Sipos József: Lelkész és lelkészleány egybekelésekor	530
- Nánay Béla: Lelkész esketésekor	534
- Vargha Kálmán: Három hajlék. Rokonlelkész és tanítónő esketésekor	538
- Dérczy Imre: Bármely alkalomra	543
- Varga Sándor: Kántortanító és a rokonleány esketésekor	546
- Nagy Mihály: Özvegy férfiúnak elvált nővel való egybekelésekor	549
- Gyászbeszédek
- Kiss Zsigmond: Eszmények harcosa	554
- Varga Sándor: Készen a nagy útra	560
- Hallgató János: Szegény özvegy nő felett	564
- Szeremley Császár Lajos: Özvegy férfi felett	567
- Szeremley Császár Lajos: Idős, vak leány felett	570
- Sipos József: Agg lelkész felett	573
- Olé Sándor: Temetőben	577
- Dolgozat a liturgia köréből
- Dr. Nánássy Lajos: Úrvacsorai liturgiák	583
- Imádságok
- Alkalmiak
- Csík Dániel: A reformáció emlékünnepén	597
- Végh János: Orgonaavatáskor	599
- Érsek Elek: Huszonötéves papi jubileum alkalmával	602
- Halottiak
- Kiss Ferenc: Ifjú lelkész felett	606
- Kiss Ferenc: Özvegy anya idegenből haza hozott tanuló fia felett	609
- Dr. Erdős József: Jogtanár felett	612
- Szuhay Benedek: Kis gyermek felett	615
- Nagy Károly: Idős kántor és presbyter felett	617
- Szolnoky Gerzson: Rövid szenvedés után meghalt öreg családanya felett	620
- Olajos Pál: Szíveteket formáljátok oszlopnak! Sírkő feladatásakor	622
- Nagy Lajos: Templomba nem járó ember felett	625
- Szűcs László: Öngyilkos ifjú nő felett	628

## XII. évfolyam
| XII. évfolyam. (1914) |

- Bibliamagyarázatok
- Az irgalmas samaritánus (Lukácsy Imre)	3
- Hajlékunk az Úr! (Kazay Gyula)	11
- Múlandó az ember (Kazay Gyula)	15
- Adj bölcs szívet! (Kazay Gyula)	19
- Legyen velünk a te kegyelmed! (Kazay Gyula)	23
- Isten gyülekezetének tüköre (Isaák Imre)	27
- Az emberek két faja (Páhy József)	32
- Jézus követésének feltételei és áldásai (Marjay Károly)	36
- Egyházi és szertartási beszédek
- Beszédek ifjúsági istentiszteletekre
- Az Úr igája (Soltész Elemér)	45
- A magvető (Bányai Sándor)	52
- Mi módon őrízheti meg tisztán az ifjú az ő útját? (Kádár Géza)	58
- Új élet, új tapasztalatok (Marjay Károly)	68
- Vasárnapi egyházi beszédek
- A szelíd és alázatos Jézus (Hallgató János)	73
- Legyetek irgalmasok! (Ruszkay Gyula)	80
- Isten igéje (Mészáros János)	87
- Megigazulás (Mészáros János)	100
- Vegyük elő a bibliát! (Harsányi Sándor)	110
- Átok (Papp Károly)	118
- Névtelen hősök (Bokor Sándor)	124
- A győzedelmesek jutalma (Paulinyi Károly)	129
- Mi marad meg mindörökké? (Varga Domokos)	138
- Kereszténység és a férfi (Juhász Sámuel)	146
- Miért jött Krisztus e világra? (Dávid Gyula)	151
- A legdrágább gyöngy (Szabó Zoltán)	158
- Krisztus anyaszentegyháza (Uray Sándor)	163
- Ünnepi egyházi beszédek
- Jézus világosság az életben és halálban. Adventi (Vértessy Mór)	173
- Annak növekednie kell. Adventi (Székely Sándor)	177
- A tíz szűz. Adventi (Szabó Zoltán)	185
- Menjünk bethlehembe! Karácsonyi (Szele György)	191
- A pásztorok karácsonya (Ruszkay Gyula)	201
- Növesztő gazdaság, fogyasztó szegénység. Év végén (Papp Károly)	207
- Ne félj! Új évi (Szigethy Károly)	211
- Istennek küzdelme az emberekkel. Virágvasárnapi (Székely Sándor)	217
- Krisztus halála (Ruszkay Gyula)	226
- Ti pedig kinek mondotok engemet? Nagypénteki (Román Ernő)	233
- Különféle részvét. Nagypénteki (Székely Sándor)	243
- A halál legyőzése. Husvéti (Papp Károly)	250
- Két út. Áldozócsütörtöki (Papp Károly)	258
- A Szentlélek, mint pecsét és zálog. Pünkösti (Ruszkay Gyula)	265
- Vettetek-e szentlelket? Pünkösti (Eőri Szabó Dezső)	275
- Két pünkösti ajándék (Papp Károly)	280
- Alkalmi egyházi beszédek
- Az egyházi élet virágzásának legbiztosabb alapja az egyetértés. Beköszöntő (Papp József)	287
- A lelkész szülőföldjén. Beköszöntő (Dávid Gyula)	293
- A búcsúzó Pál. Búcsúzó beszéd (Kiss Ferenc)	299
- A hű munkás jutalma. Tanító búcsúzáskor (Takács Mihály)	307
- Könyörgés a hazáért (Madarász Imre)	314
- A jó lelkiismeret. Úrvacsoraosztáskor (Papp Károly)	321
- Jöjjetek én hozzám mindnyájan! Lelkészi értekezletkor (Hajdú Lajos)	325
- Az Istennek tetsző böjt (Melkó István)	334
- A böjt (Eőri-Szabó Dezső)	343
- A jegybenjárásról (Ruszkay Gyula)	349
- Hű és jó feleség. Farsangi (Babay Kálmán)	357
- Az Istennek gondolatai és az embernek gondolatai. Nyári (Hallgató János)	364
- Mire kötelez bennünket Isten áldása? Nyári (Szabó Lajos)	370
- Jézus, a gyerekek barátja. Iskolai év elején (Dr. Veress István)	379
- A reformáció lelki fegyver (S. Szabó József)	385
- Haladás. Reformációi (Isaák Imre)	396
- Halál és feltámadás. Őszi (Dr. Veress István)	405
- A világító torony. Toronyavatási (Zajdó László)	412
- A hárfás leviták éneke. Orgonaszenteléskor (Pap Kovács Ödön)	417
- Adjunk hálát a jó pásztornak. Fürdőhelyen (Zöld Mihály)	424
- A művészet, hazaszeretet és erkölcsiség zászlója. Zászlóavatási (Olé Sándor)	433
- Lelkészbeiktató beszéd (Hallgató János)	442
- Lelkészbeiktató virágvasárnapján (Vargha Kálmán)	445
- Lelkészbeiktató beszéd (Szűcs László)	454
- Keresztelési beszédek
- Bánat és öröm (Nánay Béla)	458
- Az Úrnak öröksége (Eőri-Szabó Dezső)	461
- Fájdalom, öröm, boldogság, élet (S. Szabó József)	463
- Konfirmációi beszédek
- Konfirmációi szertartás (Papp Károly)	466
- Hitvallás és fogadástétel (Székely Sándor)	472
- Úrvacsoraosztási beszédek
- Próbáljátok meg magatokat! (Székely Sándor)	477
- Szűk aratáskor (Lukácsy Imre)	480
- Esketési beszédek
- A szív joga és célja (Kiss Ferenc)	483
- Mindenik a másikért! Mindketten egymásért (Szűcs József)	488
- Istennek háza, mennyeknek kapuja (Fazekas Gyula)	491
- Hittel gazdagon (Dérczy Imre)	494
- Szeretet és boldogság (S. Szabó József)	497
- Gyászbeszédek és imádságok
- Érdemes agg úriasszony felett (Dr. Erdős József)	501
- Tompa Mihály sírjánál (Csízy János)	509
- Kiváló ember felett (Boros Jenő)	509
- Dolgozat a homilétika köréből
- Az igehirdetés alkotó részei (Dr. Nagy Zsigmond)	524
- Utószó	536
- Névmutató	537
- Tárgymutató	552

## XIII. évfolyam
| XIII. évfolyam. (1915) |

## XIV. évfolyam
| XIV. évfolyam. (1916) |

## XV. évfolyam
| XV. évfolyam. (1917) |

## XVI. évfolyam
| XVI. évfolyam. (1918) |

## XVII. évfolyam
| XVII. évfolyam. (1921) |

## XVIII. évfolyam
| XVIII. évfolyam. (1922) |

## Képtár
- Az I. kötet címlapja
- A VII. kötet címlapja
- A sorozatjelzési címlap